# Río Santa María (Brasil)
El río Santa María es un río brasileño del estado de Río Grande del Sur. Nace en la vertiente norte del nudo orográfico de Santa Tecla, al noreste del municipio de Dom Pedrito y a pocos kilómetros al norte de Bagé, siendo uno de los principales afluentes del río Ibicuy (al cual lo forma en su confluencia con el río Ibicuí-Mirim),  siendo por su parte el Ibicuy el principal afluente del río Uruguay, perteneciendo así a la Cuenca del Plata.
El río en sí cubre 6 ciudades municipios de Río Grande del Sur (Rosário do Sul, Cacequi, Santana do Livramento, Dom Pedrito, São Gabriel, Lavras do Sul), y abarca su cuenca un área de 15 739 kilómetros, correspondiendo aproximadamente a 5.6 % del área de Río Grande del Sur.